# Hamadryas farinulenta
Hamadryas farinulenta är en fjärilsart som beskrevs av Hans Fruhstorfer 1916. Hamadryas farinulenta ingår i släktet Hamadryas och familjen praktfjärilar. Inga underarter finns listade i Catalogue of Life.